# Новочуднівська сільська рада
Новочуднівська сільська рада (Ново-Чуднівська сільська рада) — колишня адміністративно-територіальна одиниця та орган місцевого самоврядування у Чуднівському районі Житомирської і Бердичівської округ, Вінницької та Житомирської областей Української РСР з адміністративним центром у селі Новий Чуднів.

## Населені пункти
Сільській раді на час ліквідації були підпорядковані населені пункти:
- с. Новий Чуднів

## Населення
Кількість населення ради, станом на 1923 рік, становила 1 905 осіб, кількість дворів — 448.
Відповідно до перепису населення СРСР, станом на 17 грудня 1926 року, чисельність населення ради становила 2 402 особи, з них, за статтю: чоловіків — 1 168, жінок — 1 234; етнічний склад: українців — 1 922, росіян — 47, євреїв — 325, поляків — 100, інші — 8. Кількість господарств — 490.

## Історія та адміністративний устрій
Створена 18 лютого 1923 року, відповідно до рішення Волинської ГАТК (протокол № 1 «Про об'єднання населених пунктів у сільради, зміну складу і центрів сільрад»), в містечку Новий Чуднів Чуднівської волості Полонського повіту Волинської губернії внаслідок розподілу Чуднівської сільської ради на Новочуднівську та Старочуднівську. 7 березня 1923 року увійшла до складу новоствореного Чуднівського району Житомирської округи. Станом на 1 жовтня 1941 року в підпорядкуванні значився хутір Липно.
Станом на 1 вересня 1946 року сільська рада входила до складу Чуднівського району Житомирської області, на обліку в раді перебувало с. Новий Чуднів.
Ліквідована 5 березня 1959 року, відповідно до рішення Житомирського облвиконкому № 161 «Про ліквідацію та зміну адміністративно-територіального поділу окремих рад області», територію та с. Новий Чуднів включено до складу Чуднівської селищної ради Чуднівського району Житомирської області.